# Desplazamiento forzado en Colombia
El desplazamiento forzado en Colombia, ―delito de lesa humanidad―, se ha caracterizado por desplazamientos forzados de comunidades campesinas, indígenas y afrodescendientes, a causa del conflicto armado interno, la violencia de las bandas criminales y el narcotráfico. Según cifras de ACNUR, en 2017 Colombia fue el primer país con mayor cantidad de desplazados internos  de las cuales 2 millones fueron desplazados internos. En 2023, según ACNUR, Colombia ocupó el tercer lugar con más personas desplazadas dentro de su territorio (6,9 millones) después de Sudán y Siria. El desplazamiento forzado es un fenómeno masivo, sistemático, de larga duración y vinculado en gran medida al control de territorios estratégicos. Más allá de la confrontación entre actores armados, existen intereses económicos y políticos que presionan el desalojo de la población civil de sus tierras y territorios.

## Historia

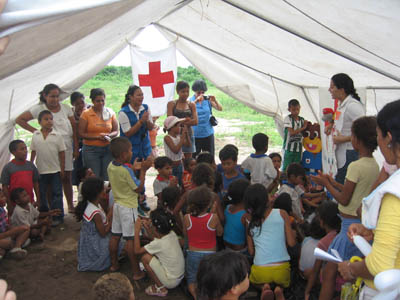
Colombia es el primer país con mayor cantidad de desplazados internos en el mundo, cerca de 7,7 millones de personas han sido desplazadas a causa del conflicto armado interno.

La historia de Colombia se ha caracterizado por violentos despojos de tierras a comunidades campesinas, indígenas y afrodescendientes. Existen varios factores que han propiciado el desplazamiento interno en Colombia.  En los años de 1946 a 1958, (un periodo conocido como La Violencia) se despojó a más de dos millones de personas (la cuarta parte de la población del país) de sus tierras, quienes debieron cederlas a causa de un nuevo modelo agroindustrial. En la época de La Violencia los principales causantes de desplazamiento masivos fueron los grupos legales e ilegales que integraban los partidos conservador y liberal de esa época.
Los años 1980 a 1990 se le sumó un conflicto armado interno, narcotráfico y violencia generalizada que generó el desplazamiento forzado de miles de personas hacia las áreas urbanas. La expansión de los cultivos ilícitos significaba un ingreso económico a los grupos insurgentes en Colombia. El control de los cultivos y su comercialización generaba en ciertos lugares de Colombia enfrentamientos armados que causaban desplazamientos forzosos y un cambio en las actividades productivas de los campesinos indígenas.
Por otro lado la apertura económica y la dinámica de los mercados globales generó en Colombia diferentes obras de infraestructura que en muchos casos ocasionaron desplazamiento de grupos étnicos y campesinos. La presión generalizada proveniente del conflicto armado interno, disputas territoriales entre actores armados, la apertura económica y sus efectos en el desarrollo de Colombia, los mercados de cultivos ilícitos. La magnitud del desplazamiento forzado, propició que del abandono se pasara al despojo de tierras pues la desocupación de los territorios implicó que muchas tierras deshabitadas fueran apropiadas por diversas vías: algunos acudieron a mecanismos violentos de despojo, otros a recursos legales para formalizar la toma de tierras y unos más aprovecharon la vulnerabilidad del mercado para comprar tierras a bajo costo.
Según las cifras del Registro Único de Víctimas de Colombia, al 1 de octubre de 2018 se registraron 7.446.404 víctimas de desplazamiento forzado, constituyendo el 79,7% del total de los hechos victimizantes del conflicto armado interno colombiano, siendo los años 2001 y 2002 los picos más altos registrados de este hecho con 661.470 y 765.738 personas desplazadas respectivamente. Además, durante los primeros seis meses del 2018, hubo 35.409 desplazados, según Codhes (Consultoría para los Derechos Humanos y el Desplazamiento). Y estos desplazamientos se concentraron  en su mayoría, en tres zonas: Catatumbo en Norte de Santander; el Nudo de Paramillo (Bajo Cauca antioqueño y sur de Córdoba) y la cuenca del Pacífico (Nariño, Chocó y, en menor medida, Cauca).

## Territorios de expulsión

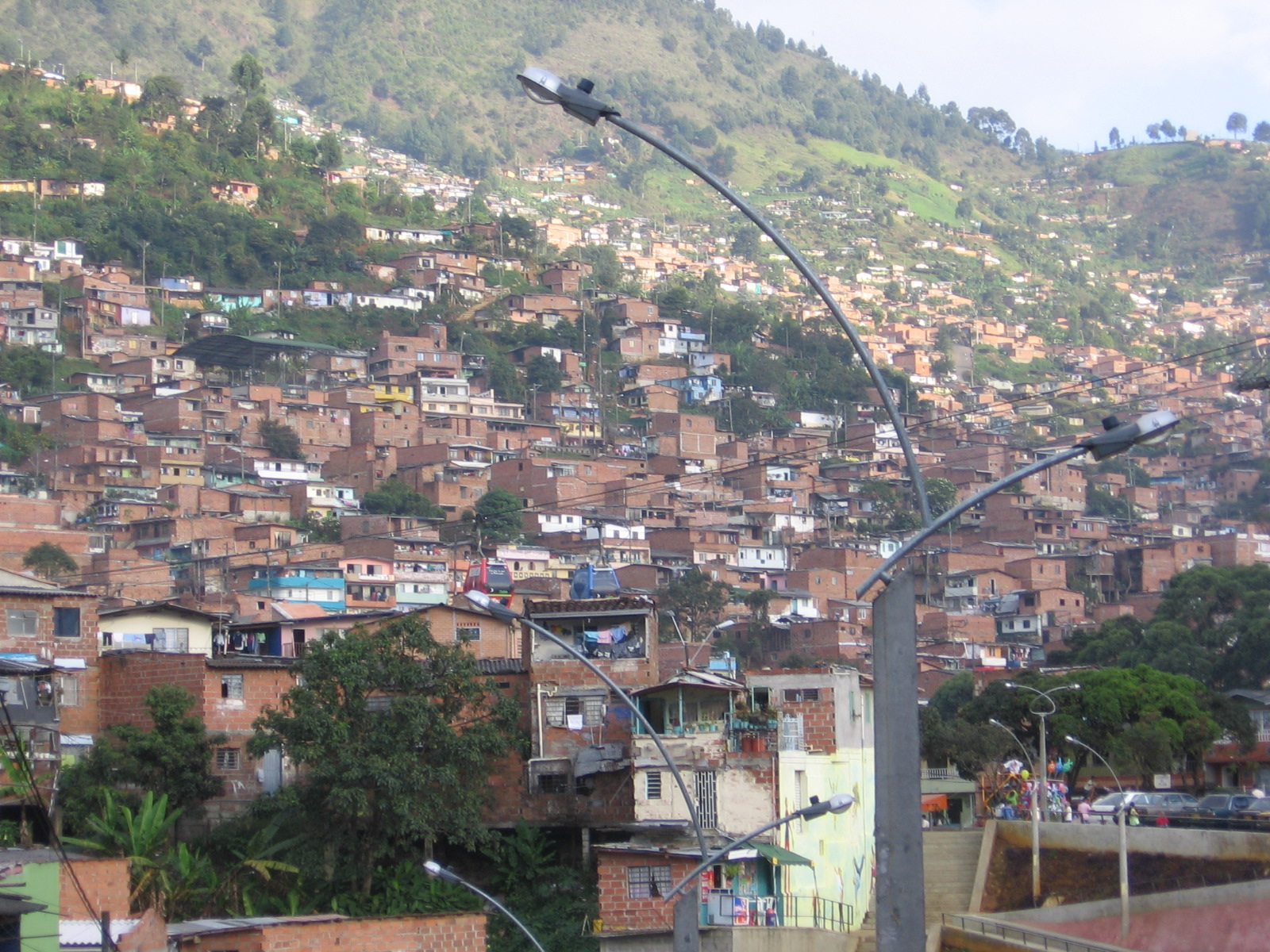
Infraviviendas en Medellín. Las grandes ciudades en Colombia son los mayores receptores de la población en condición de desplazamiento forzado. Los barrios que conforman esta población se encuentran ubicados en las periferias de las ciudades.

Los lugares donde más ocurren desplazamientos forzados son los corredores de cultivos ilícitos, tráfico de armas, zonas de combates entre el ejército y grupos insurgentes, y en menor medida zonas donde se desarrollan proyectos de infraestructura que pueden afectar a algunas comunidades. Los territorios ricos en recursos energéticos y mineros (esmeraldas, carbón, petróleo, oro, etc.) son también lugares donde se presenta esta problemática. A esto se le suma el desplazamiento asociado a la violencia por bandas criminales y el conflicto armado.
En cuanto a los departamentos con mayor cantidad de población desplazada por el conflicto armado interno, Antioquia registra un total de 1.510.585 personas expulsadas.
-Antioquia: Ubicada en el noroeste de Colombia, Antioquia ha sido testigo de desplazamientos forzados relacionados con la presencia de grupos armados ilegales. Las disputas por la tierra y la influencia territorial han contribuido a la inestabilidad en esta región.
-Valle del Cauca: Tanto en áreas urbanas como rurales del Valle del Cauca, la violencia derivada del conflicto armado ha llevado al desplazamiento. La lucha por el control del tráfico de drogas también ha sido un factor relevante en algunas zonas.
-Cauca y Nariño: Estos departamentos han enfrentado desplazamientos relacionados con conflictos étnicos, disputas territoriales y la presencia de grupos armados ilegales. Las comunidades indígenas y afrodescendientes han sido particularmente afectadas.
-Zonas de Producción de Drogas Ilícitas: Regiones con cultivos de coca y amapola, utilizados en la producción de drogas ilícitas, han experimentado altos niveles de desplazamiento. La conexión entre el narcotráfico y la violencia ha sido evidente en este. 
Lo anterior implica que las personas desplazadas han sido, en su mayoría, campesinos y pescadores pobres y con enormes necesidades, procedentes de zonas rurales en un 90%, en su mayoría mujeres con niños pequeños y su desplazamiento se originó en la pérdida violenta de alguno de los miembros de su familia, al terror que han vivido y que se convierte en una amenaza a sus vidas. Se trata de un caso típico de migraciones por causa de la guerra.

## Acuerdo de Paz y Desafíos Pendientes en Colombia
El Acuerdo de Paz de 2016, suscrito entre el gobierno colombiano y las FARC (Fuerzas Armadas Revolucionarias de Colombia), marcó un hito histórico en la búsqueda de soluciones para poner fin al prolongado conflicto armado en Colombia. Este acuerdo buscaba abordar no solo la desmovilización y desarme de las FARC, sino también aspectos fundamentales como la justicia transicional, la participación política de excombatientes, y reformas en áreas clave como la rural.
Para abordar las causas profundas del conflicto, el acuerdo buscó implementar reformas agrarias para reducir las disparidades en la tenencia de tierras y mejorar las condiciones de vida en las áreas más afectadas por el conflicto.
A pesar de estos avances, la implementación completa del acuerdo ha enfrentado desafíos significativos. La resistencia política y social ha surgido en torno a ciertos aspectos, con críticos argumentando que los excombatientes no están siendo suficientemente responsables por sus acciones pasadas. Además, la demora en la ejecución de programas de desarrollo en áreas afectadas ha generado frustración y ha contribuido a la persistencia de problemas como el desplazamiento forzado.
En Colombia el desplazamiento ha sido un arma de guerra, una estrategia de acumulación económica en la que la violencia fue la herramienta que facilitó la expropiación y acumulación de la tierra rural productiva que han llevado al país a una reprivatización de su economía
Reducir el desplazamiento forzado en zonas rurales es un verdadero desafío porque es causado por múltiples razones y todas giran en torno a un conflicto interno, el estado colombiano debe garantizar la seguridad y permanencia en los territorios pero hay zonas del país que están bajo el mando y control de ciertos grupos armados quienes son los que deciden quien puede habitar o no ese espacio, el acuerdo de paz busca reparar a las víctimas del desplazamiento generado por el conflicto entre las FARC, fuerza pública y paramilitares. Además el gobierno de Gustavo Petro quiere impulsar una reforma rural que ha contribuido al acceso a la tierra reduciendo la brecha entre el campo y la ciudad. Para junio de 2023 el fondo de tierras ha recibido 9.628 hectáreas de terreno y la agencia nacional de tierras 1'014.440 hectáreas, las cuales serán entregadas a víctimas y excombatientes del conflicto en Colombia.
El desplazamiento forzado es un problema muy complejo y que sucede en Colombia desde hace casi 40 años dejando millones de víctimas, el acuerdo de paz no soluciona de raíz el problema porque no surge únicamente por las FARC, hay otros grupos que directa o indirectamente también lo generan, es una circunstancia que no se soluciona de la noche a la mañana, necesita tiempo, voluntad política y participación ciudadana. Es una herida abierta en Colombia que enfrenta desafíos a corto, mediano y largo plazo.
Algunos desafíos que puede enfrentar la implementación del acuerdo en cuanto a desplazamiento forzado son:
-La falta de voluntad política
-La falta de recursos para financiar fondos de apoyo a víctimas y para la implementación del acuerdo de paz
-Abordar erróneamente los problemas estructurales
-La inseguridad en el territorio

## Lugares receptores
El conflicto armado ha obligado a miles de personas a desplazarse a las grandes ciudades de Colombia, ciudades como Bogotá, Medellín, Cali, Barranquilla son grandes receptores de desplazados así como las capitales departamentales. La población desplazada afecta en muchos casos las cifras de las ciudades, aumentando los niveles de desempleo.
La población en condición de desplazada llega a las ciudades y conforma la clase más pobre; los desplazados se convierten en vendedores ambulantes, creadores de cultura popular, organizadores comunitarios, portadores de cultura política, entre otros. Los lugares donde esta población conforma sus hogares son sitios de ladera y zonas de la periferia de las ciudades, conocidos como "asentamientos subnormales". Ante la carencia de territorios urbanizables accesibles, esta población se ve obligada a invadir las zonas de periferias de las ciudades, que son ilegales, de alto riesgo y construidas en barrios informales.